# ドナルド・オスターブロック
ドナルド・オスターブロック（英語: Donald Edward Osterbrock、1924年7月13日 - 2007年1月11日）はアメリカ合衆国の天文学者。
シカゴ大学、ヤーキス天文台でスブラマニアン・チャンドラセカールに学び、ウィリアム・ウィルソン・モーガン、スチュワート・シャープレスとO型やB型に分類される恒星が銀河のひも状の分枝に分布していることを示した。1973年から1981年までカリフォルニア大学所属のリック天文台の所長を務めた。
「Astrophysics of Gaseous Nebulae and Active Galactic Nuclei」（『ガス星雲と活動銀河核の天体物理学』田村眞一訳：東北大学出版会）の著者である。天文学史に関する著作もあり、アメリカ天文学会の天文学史分野の賞 LeRoy E. Doggett 賞を 2002年に受賞した。

## 賞
- ヘンリー・ノリス・ラッセル講師職（1991年）
- ブルース・メダル（1991年）
- 王立天文学会ゴールドメダル（1997年）

## 命名
- 小惑星：(6107) オスターブロック[1]。